# Église de Lapinjärvi
L'église de Lapinjärvi  (finnois : Lapinjärven kirkko) ou église suédoise de Lapinjärvi est une église luthérienne construite à Lapinjärvi en Finlande,.

## Description

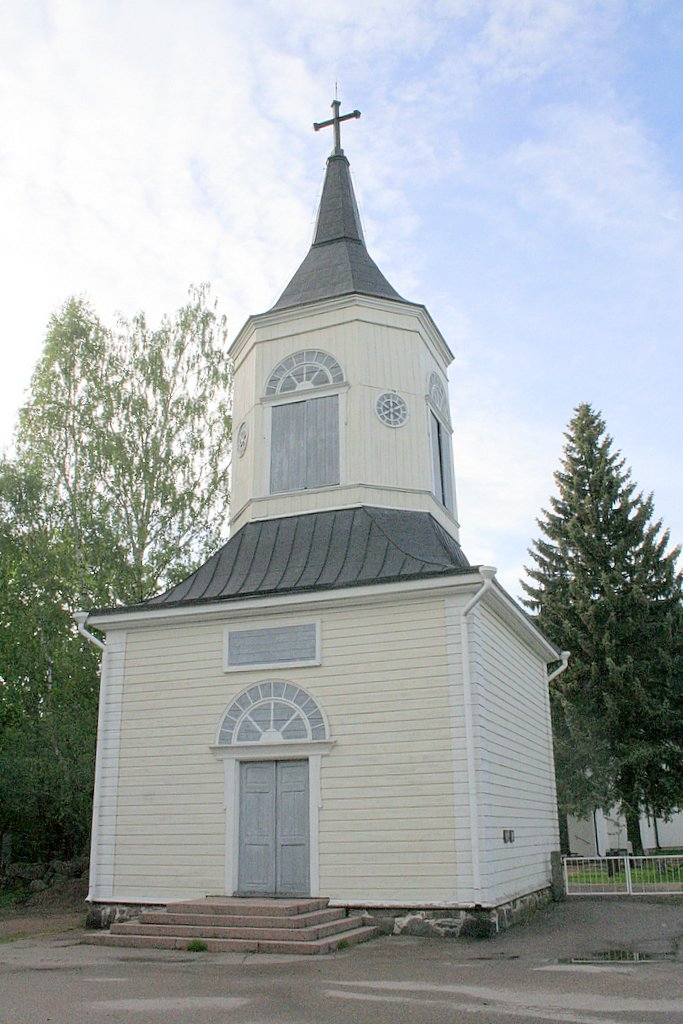
Le clocher de Carl Ludvig Engel.

L'église est construite par Jakob Beckman en 1744. 
Elle voisine l'Église finnoise de Lapinjärvi. Elle propose 600 sièges.
La chaire est fabriquée en 1745 par la menuiserie Theito de Hamina.
Les décorations de la chaire et les images de apôtres sont de Simon Galenius et du sacristain Westman. 
Au XIXe siècle la chaire est repeinte en blanc.
On retrouvera ces décorations lors de la rénovation de 1998.
Les  vitraux posés derrière l'autel sont peints  par Lennart Segerstråle.
Les orgues 18 jeux sont fournis par la fabrique d'orgues de Kangasala en 1971.

Après l'incendie du précédent, le clocher actuel est bâti en 1827 selon les plans de Carl Ludvig Engel.